# Oman łąkowy
Oman łąkowy, oman brytyjski (Pentanema britannica) – gatunek rośliny wieloletniej należący do rodziny astrowatych. Tradycyjnie włączany do rodzaju oman Inula, jednak w 2018 zawężono ujęcie tego rodzaju i gatunek trafił do rodzaju Pentanema. Rośnie dziko w Europie i Azji (bez południowej części tego kontynentu) na obszarze rozciągającym się od Hiszpanii i Wysp Brytyjskich po Chiny, Japonię i Rosyjski Daleki Wschód. Jest pospolity niemal w całej Polsce; brak go w wyższych położeniach górskich, rzadszy bywa lokalnie na pogórzu i na północy.

## Morfologia

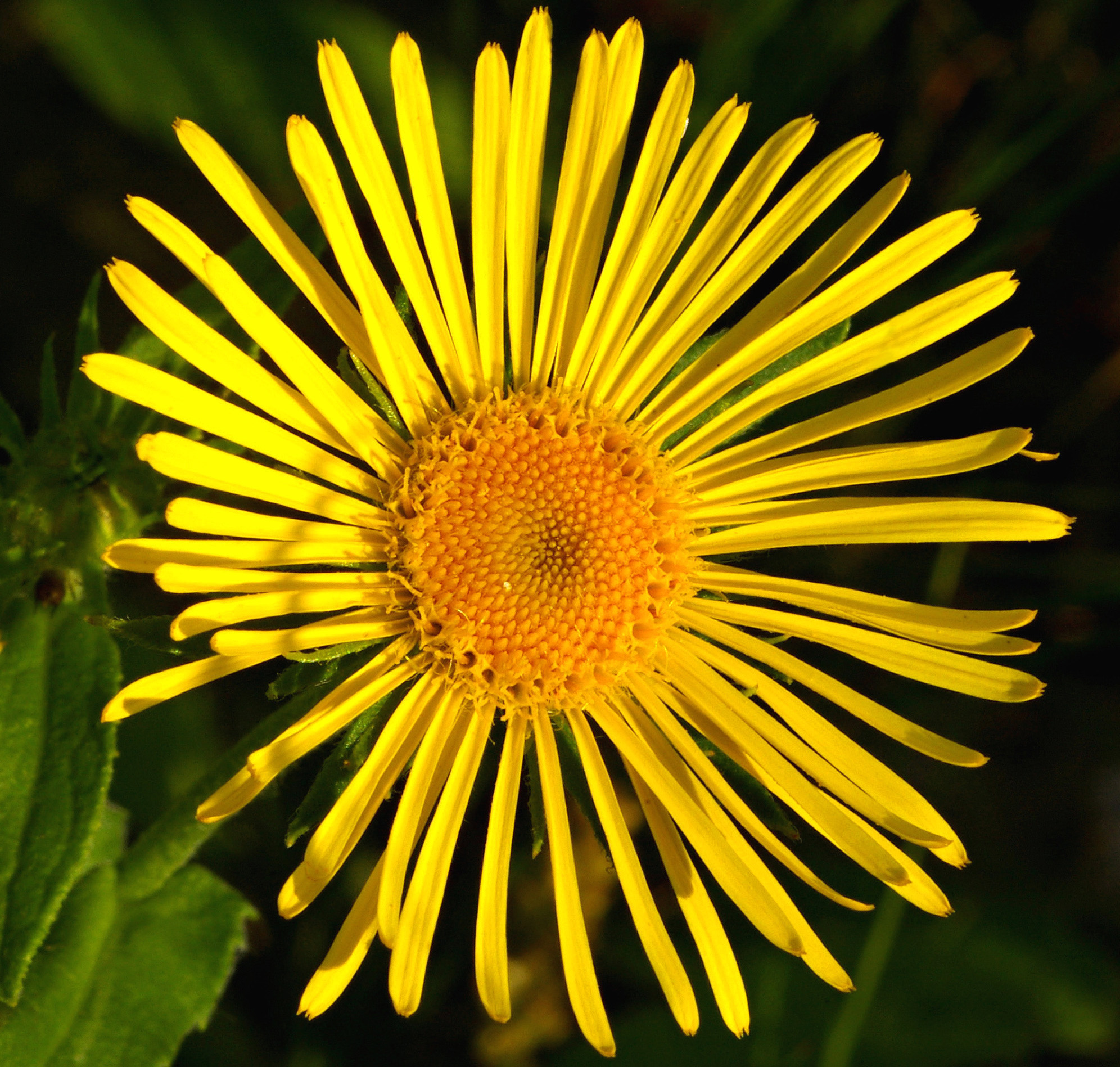
Kwiatostan

PokrójRoślina zielna o łodydze wzniesionej, osiągającej 20–60 cm, pojedynczej bądź rozgałęzionej w obrębie kwiatostanu, jedwabiście owłosiona przynajmniej częściowo.
LiścieLuźno rozmieszczone wzdłuż łodygi. Dolne o nasadzie stopniowo zwężającej się w ogonek, górne siedzące i sercowatą nasadą obejmujące łodygę. Blaszka eliptyczna do lancetowatej, o długości 3–8 cm i szerokości do 2 cm; całobrzega lub niewyraźnie ząbkowana. Od spodu przylegająco, jedwabiście owłosiona.
KwiatyZebrane na szczycie pędu w 1–4 koszyczki o średnicy 2–5 cm. Okrywa koszyczków półkulista, o wysokości 7–9 mm. Zielone listki okrywy wyrastają w dwóch szeregach. W koszyczku wszystkie kwiaty złocistożółte, brzeżne języczkowe są ok. dwa–trzy razy dłuższe od wewnętrznych rurkowatych.
OwocePrzylegająco owłosione niełupki o długości ok. 1,5 mm.

## Biologia i ekologia

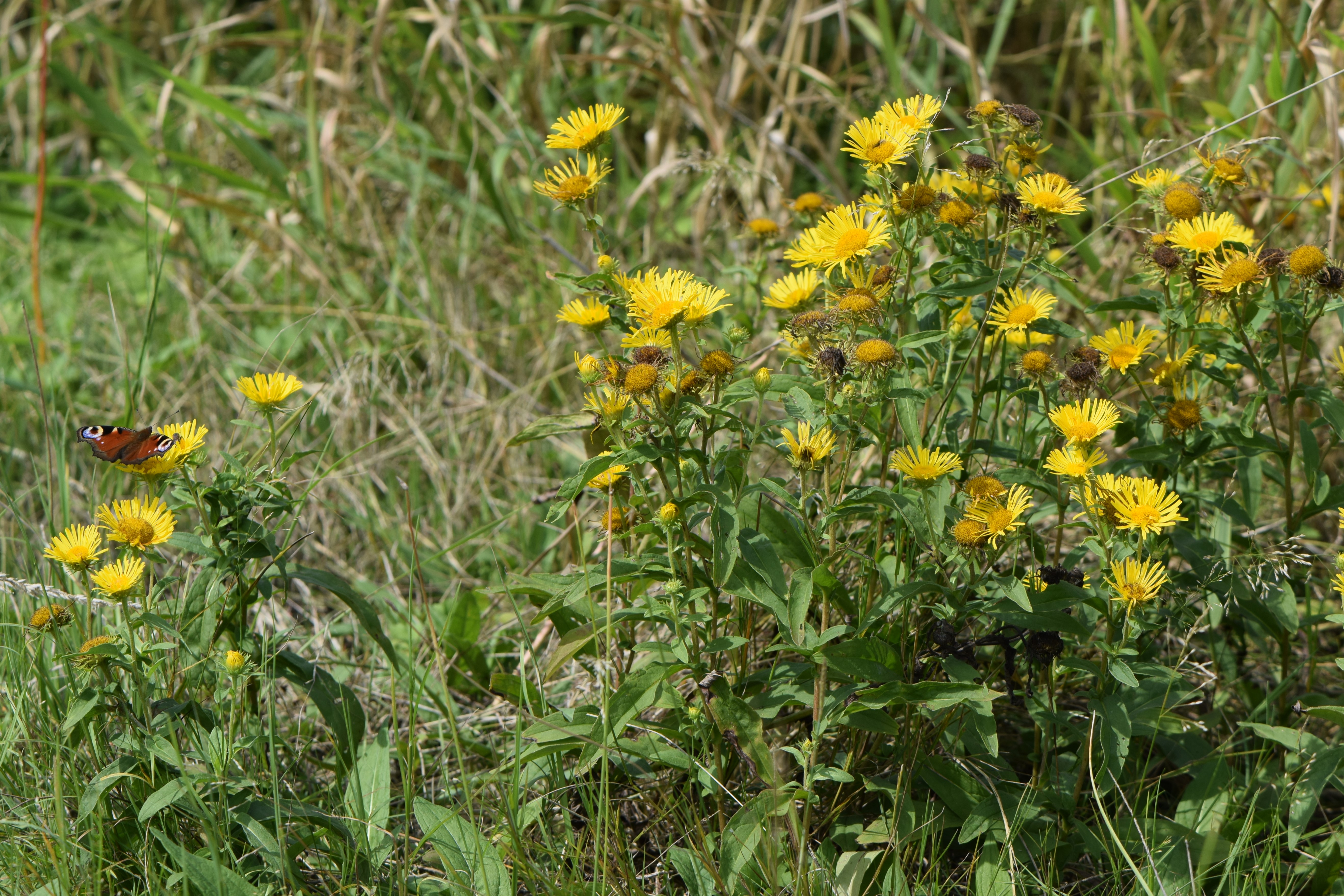
Oman łąkowy na łące

Bylina, hemikryptofit. Rośnie na nadrzecznych, wilgotnych i okresowo zalewanych łąkach, brzegach kanałów i rowów, na przydrożach, kamieńcach i w zaroślach nadrzecznych. Kwitnie od czerwca do września, czasem do października. Gatunek charakterystyczny dla All. Agropyro-Rumicion crispi.